# Erling Kristiansen
Erling Kristiansen (3 de outubro de 1923 — 25 de julho de 2009) foi um ciclista norueguês. Nos Jogos Olímpicos de Verão de 1948 e 1952 competiu representando a Noruega em quatro provas de ciclismo de estrada.